# Business Language Testing Service
Le Business Language Testing Service (BULATS) est un test d'anglais adaptatif sur ordinateur édité par Cambridge Assessment English, le département "examens linguistiques" de l'Université de Cambridge. Il permet d'évaluer le niveau d'anglais d'une personne dans un contexte professionnel. Cette évaluation des compétences en langue étrangère est validée par la délivrance d'un certificat valable deux ans.
Il y a trois épreuves au BULATS, qui peuvent être passées indépendamment : compréhension orale et écrite (Listening and Reading), expression écrite (Writing) et expression orale (Speaking). Les résultats du BULATS sont exprimés directement dans les catégories du Cadre européen commun de référence pour les langues (CECRL).
Jusqu'à fin 2016, le BULATS était aussi proposé en version allemand (en collaboration avec l'Institut Goethe), espagnol (en collaboration avec l'université de Salamanque) et français (en collaboration avec l'Alliance française). Ces versions ne sont plus proposées, de même que le test sur papier, qui a été définitivement remplacé par la version sur ordinateur fin 2016.
Depuis le 1er janvier 2020, ce test de langue est remplacé par Linguaskill qui est toujours produit par Cambridge Assessment English, un département de l’université de Cambridge.
| Résultat au BULATS | Description du niveau | Niveau CECRL |
| ------------------ | --------------------- | ------------ |
| 90–100             | Supérieur avancé      | C2           |
| 75–89              | Supérieur             | C1           |
| 60–74              | Intermédiaire avancé  | B2           |
| 40–59              | Intermédiaire         | B1           |
| 20–39              | Élémentaire           | A2           |
| 10–19              | Débutant              | A1           |

## Utilisation
L'utilisation du BULATS augmentait de 20 % par an en France selon Cambridge Assessment English à Paris (chiffres de février 2014), notamment dans les grandes entreprises et dans les grandes écoles, comme le montre l'adoption du BULATS à l'ENSAM de Montpellier ou au CNAM (Conservatoire national des arts et métiers). Les arguments mis en avant par cette école sont notamment son caractère moderne et adaptatif (les questions s'adaptent au niveau de la personne testée au fur et à mesure de ses réponses) et l'immédiateté des résultats pour le Reading and Listening.